# Koosje Koster
Jacoba Anna Jacomina (Koosje) Koster (Sint Annaparochie, juli 1942 - ) was studente aan de Vrije Universiteit en een van de prominente leden van de Nederlandse beweging van Provo in de jaren zestig.

## Krenten
Haar naam zal altijd verbonden blijven met het uitdelen van krenten aan het publiek op het Spui in Amsterdam in 1966: voor haar een manier om op de kneuterigheid en de drogistenmentaliteit ("krenterigheid") van de Nederlanders te wijzen. De politie was totaal onvoorbereid op zo'n actie en wist niet hoe ze moest reageren.
Oud-commissaris Leendert Dorst verwoordde dit in 2002 zo: "De politie had geen antwoord op die ludieke acties. Bij zo'n happening liep bijvoorbeeld een meisje, Koosje Koster, krentjes uit te delen. Wat moest je daar nou mee? Wij wisten niet waar dat allemaal om draaide en of je dat nou serieus moest nemen. En als je in uniform geen houding kunt bepalen dan wordt het wel heel moeilijk. Het enige antwoord was toen dat Koosje werd gearresteerd".
Koster werd naar een politiebureau afgevoerd en lange tijd verhoord. Na discussies in de Tweede Kamer zou verantwoordelijk hoofdcommissaris Van der Molen uiteindelijk het veld ruimen.
Nadat ze op eerste pinksterdag 1966 een zelfgemaakte witte walvis te water had gelaten in de fontein bij het American Hotel, moest Koster in juni voorkomen wegens het "geven van een vertoning". Daarvan werd ze vrijgesproken, maar wel kreeg ze een boete van 25 gulden omdat ze bij de fontein over het gazon had gelopen.

## Hongerstaking
Op 31 mei werd Koster gearresteerd nadat ze verkiezingspamfletten had geplakt. Ze werd in het huis van bewaring bij de Amstelveenseweg geplaatst, waar provo Hans Tuynman een gevangenisstraf uitzat. Koster ging in hongerstaking en zou die volhouden, schreef ze aan Irène van de Weetering, zolang ze dicht in de buurt van Tuynman zat. Op 7 juni moest ze voorkomen omdat ze op 22 mei bij Het Lieverdje (standbeeld op het Spui) krenten had uitgedeeld aan knielende 'hongerige' provo's. Ze was verzwakt door haar hongerstaking en kreeg daarom een stoel aangeboden. Haar zaak werd aangehouden.
Toen op 21 juni het hoger beroep van Tuynman werd behandeld, zat Koster als journaliste van het studentenblad Pharetra in de zaal, waar zij de zitting opnam met een bandrecorder. Ze moest op de publieke tribune gaan zitten en moest de opname wissen.
Op 20 september 1966 deed Koster mee aan provo-acties tijdens Prinsjesdag in Den Haag, toen ze werd gearresteerd. Ditmaal werd ze wel door vrouwelijke agenten gefouilleerd.
Koster trouwde en werd huisvrouw.
"Ze had bruine ogen en donker haar dat een beetje krulde en een zweem van een boers accent in haar stem: Koosje Koster. We hielden allemaal van haar, maar niet genoeg", aldus Martin Schouten in een terugblik in 1975.

## Trivia
- Zus van de in 1982 vermoorde journalist Koos Koster.
- Koosje Koster werd in 1992 genoemd in het lied De jaren zestig van Adèle Bloemendaal.[13]
- In 2018 werden haar actie en haar arrestatie geparodieerd en nagespeeld in het jeugdprogramma Welkom in de jaren 60 van NPO Zapp.[14]
- De actie en arrestatie van Koster werden in 2025 ook genoemd en nagespeeld in de 4e aflevering van Het verhaal van Nederland - Amsterdam[15].